# Isojapyx
Isojapyx es un género de  Diplura en la familia Japygidae.

## Especies
- Isojapyx eidemani Silvestri, 1948
- Isojapyx excitus (Silvestri, 1930)
- Isojapyx scopiferus Silvestri, 1948